# Hét cười mũ lam
Hét cười mũ lam, tên khoa học Pterorhinus courtoisi, là một loài chim trong họ Leiothrichidae.
Loài hoét đầu xanh trước đây được xếp vào chi Garrulax nhưng sau khi một nghiên cứu phát sinh chủng loại phân tử toàn diện được công bố vào năm 2018, nó đã được chuyển sang chi Pterorhinus đã hồi sinh. Tên cụ thể được chọn để vinh danh nhà truyền giáo người Pháp đến Trung Quốc Frédéric Courtois (1860–1928).

## Hình ảnh

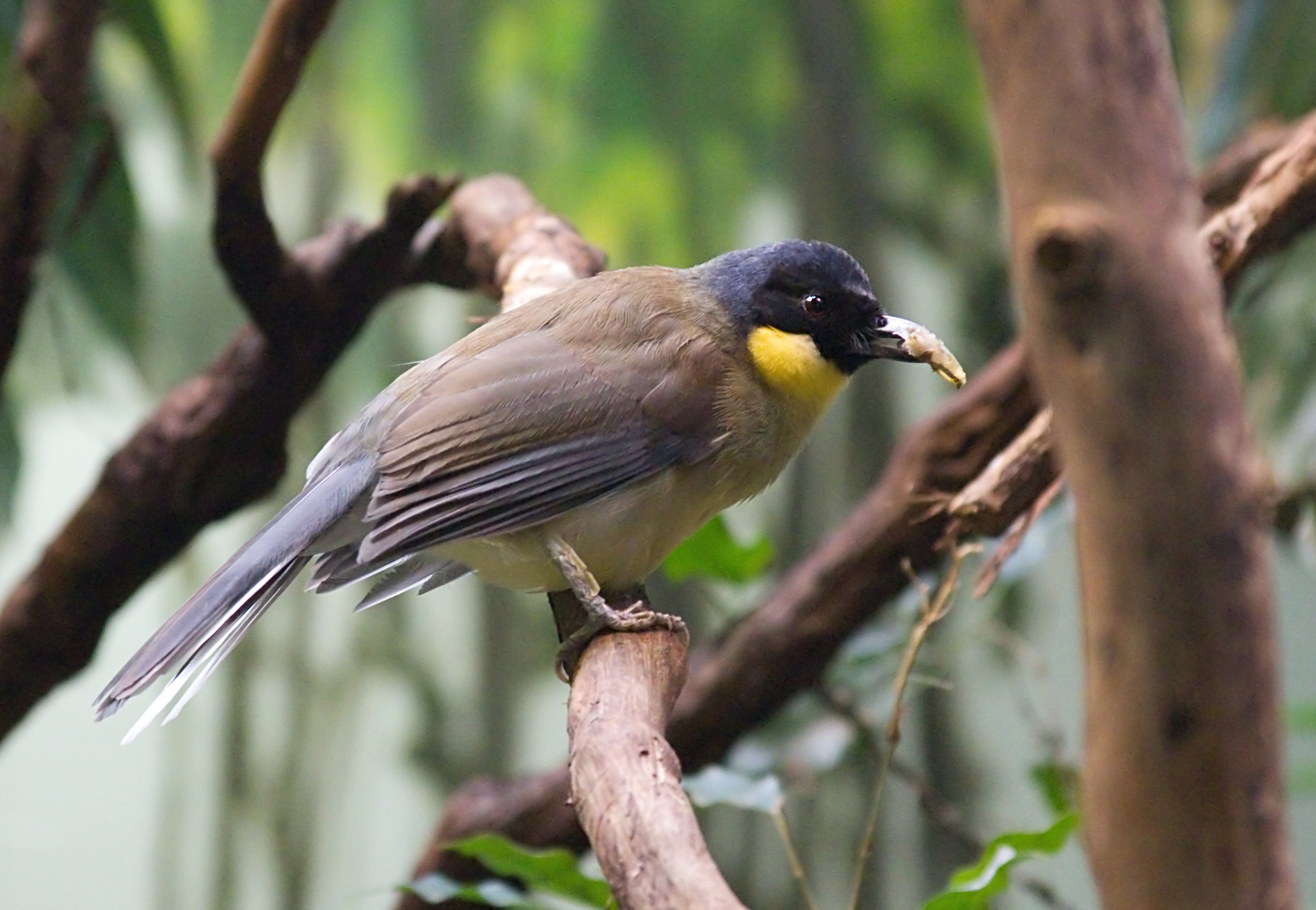
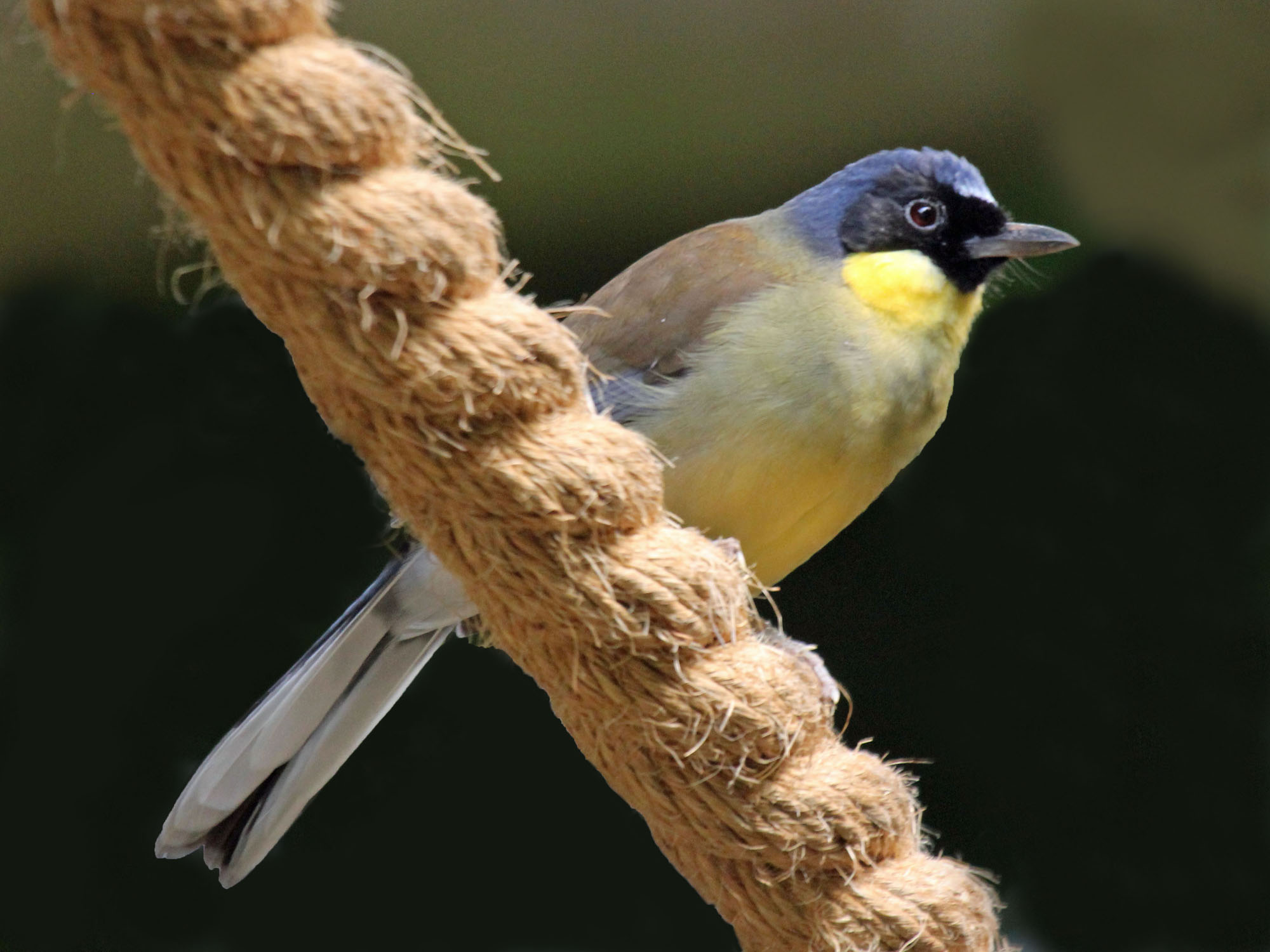
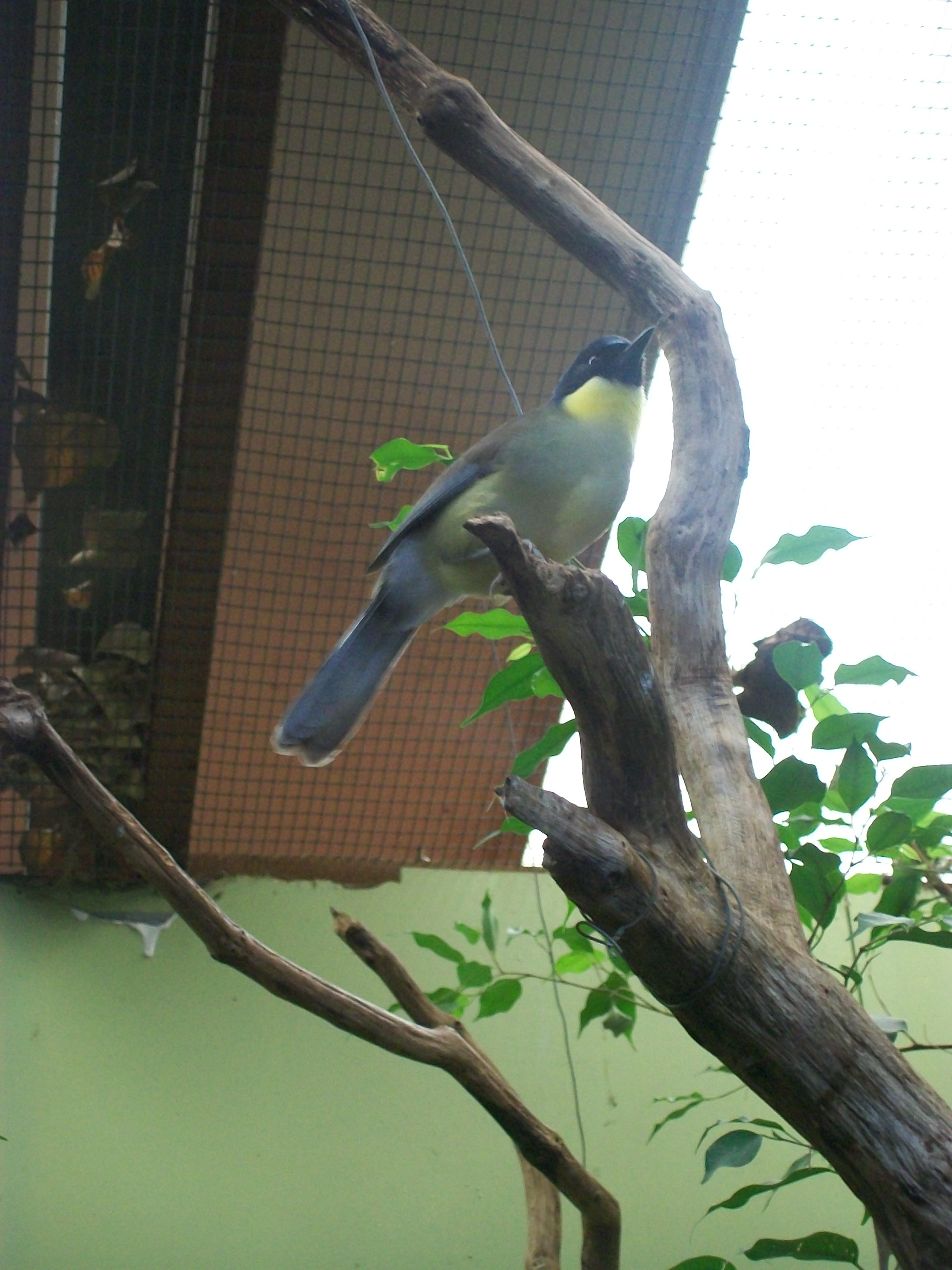